# Agenezja ciała modzelowatego

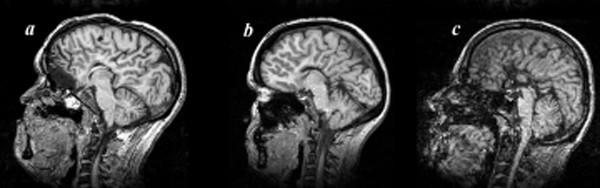
MRI mózgowia trzech pacjentów z całkowitą agenezją ciała modzelowatego (a, b) i dodatkowo agenezją spoidła przedniego (c).

Agenezja ciała modzelowatego (łac. agenesis corporis callosi, ang. agenesis of corpus callosum, ACC) – wada wrodzona przodomózgowia, polegająca na różnego stopnia niedorozwoju spoidła wielkiego mózgu (ciała modzelowatego). Wada ta wykazuje dużą różnorodność, od zwykłego braku tej struktury mózgu po częściowy brak (zachowanie przedniej części przy braku tylnej). 
Brak spoidła wielkiego mózgu nie ma prawdopodobnie związku z niedorozwojem umysłowym, chociaż często współistnieją ze sobą. Agenezja ciała modzelowatego często jest asymptomatyczna.

## Rozpoznanie
Wadę rozpoznaje się metodami obrazowania mózgu (TK, MRI). Widać wtedy poszerzenie światła komór bocznych mózgu (obraz motyla z rozłożonymi skrzydłami). W miejscu ubytku mogą rozwijać się tłuszczaki (lipomata). W większości przypadków zachowane są podłużne pęczki spoidła, tzw. pęczki Probsta (Probst bundles), nieobecne są też zakręt obręczy i niekiedy sklepienie oraz spoidło przednie.